# Love Rocks
Love Rocks е музикална компилация от 2005 г., съставена от 2 диска.
Реализирана е от Организацията за защита правата на човека. Компилацията е създадена във връзка с правата на хомосексуалните и е продължение на албума Being Out Rocks, който излиза през 2002 г.

## Списък на песните

### Диск 1
1. Кристина Агилера – Beautiful (4:01) [1]
2. Пинк – Love Song (2:30) [2]
3. Симпли ред – You Make Me Feel Brand New (5:05) [3]
4. Dixie Chicks – I Believe in Love (4:13) [4]
5. Nada surf – Inside of Love (5:01) [5]
6. Dido – Thank You (3:40) [6]
7. Джен Фостър – SHE (4:08) [7]
8. The Bootlickers – Love Comes Back (3:27) [8]
9. L.P. – Wasted (4:12) [9]
10. Софи Б. Хокинс – Walking On Thin Ice (4:04) [10]
11. Кийтън Саймънс – Currently (3:08) [11]
12. Рейчъл Ямагата – Be Be Your Love (4:12) [12]
13. Мат Елбър – Walk With Me (4:21) [13]
14. Кини Стар – Alright (4:13) [14]
15. Ерик Хаймън – No Urgency (5:13) [15]
16. Керъл Кинг – An Uncommon Love (3:31) [16]

### Диск 2
1. Менди Мор – I Feel The Earth Move (3:07) [17]
2. Мелиса Идърдж – Giant (5:15) [18]
3. The B-52's – Summer of Love (4:33) [19]
4. Синди Лупър – Time After Time (3:59) [20]
5. Кимбърли Лок – 8th World Wonder (3:32) [21]
6. Йоко Оно – Every Man Has A Man... (5:04) [22]
7. BT – Simply Being Loved (4:22) [23]
8. Дейв Коз – Just To Be Next To You (4:44) [24]
9. Доли Партън – Sugar Hill (2:50) [25]
10. Емили Харис – Jupiter's Rising (3:02) [26]
11. Гарин Бенфийлд – Light The Way (3:43) [27]
12. Ейри Голд – Home (4:32) [28]
13. Джейсън & диМарко – All I Long For (3:41) [29]
14. Ранди Дрискол – "Amazing Grace/What Matters" (6:18) [30]
15. Били Портър – Only One Road (4:43) [31]
16. Олита Адамс – Window of Hope (4:18) [32]